# ケビン・シャープ
ケビン・シャープ（Kevin Sharp、1970年12月10日 - 2014年4月19日）はアメリカ合衆国のカントリー歌手。